# Bardolph
Bardolph – wieś w Stanach Zjednoczonych, w stanie Illinois, w hrabstwie McDonough.